# Lademeter
Der Lademeter ist ein in Speditions- und Transportwesen verwendete Maßeinheit für die für Güter benötigte Ladefläche bzw. Laderaum. In der Regel wird dabei von einem geschlossenen Lastkraftwagen (Lkw) ausgegangen.
Dabei werden Länge und Breite des Ladegutes bzw. der Ladeeinheit (insbesondere auf Grundlage einer Europalette 1,20 m × 0,80 m) mit einer vorgegebenen Breite der Lkw-Ladefläche (in der Regel 2,40 m) bereits vorverrechnet, um sie bei Bedarf auf die variable Länge der vorhandenen Ladefläche anzuwenden. Ein Lademeter bezieht sich somit auf einen Meter des Laderaumes eines Lkws oder anderen Transportbehälters (z. B. Container) in der Länge.
Werden vom Standard abweichende Ladungsträger oder Transportmittel eingesetzt, können entsprechende Werte in die Formel (siehe Abschnitt Berechnungen) eingesetzt werden. In der Praxis werden allerdings Probleme beim Verladen auftreten, wenn die Ladungseinheiten nicht bündig auf die Ladefläche passen und die tatsächlichen Maße des Ladungsträgers keine Kompensation zulassen.
Auf diese Weise kann schnell ermittelt werden, wie viele Ladeeinheiten auf eine Ladefläche passen, indem die Länge der Ladefläche durch den Wert der Lademeter dividiert wird.
Die Berechnung und Anwendung von Lademetern ersetzt nicht den Ladeplan für ein entsprechendes Transportmittel; weitere Einschränkungen und Abweichungen der zu verladenden Stückzahl beim tatsächlichen Beladen ergeben sich insbesondere aus Bestimmungen der Ladungssicherung und der Behandlung von Gefahrgut.

## Berechnungen

### Berechnung der Fläche
Um zu bestimmen, wie viele Lademeter einer Ware oder Palette entspricht, wird folgende Formel verwendet:
Lademeter [m] = ( Länge [m] × Breite der Ware [m] ) / 2,4 m
Eine Europalette oder Einwegpalette mit den Grundmaßen 0,8 m × 1,2 m entspricht also 0,4 Lademeter.
1,2 m × 0,8 m / 2,4 m = 0,4 m
Lkw-Laderäume haben in der Regel eine Innenbreite von mindestens 2,4 m. Hat ein standardisierter Sattelauflieger – bei einer Ladeflächenlänge von 13,60 m und der genannten Innenbreite – Europaletten aufzunehmen, ergibt sich:
13,6 m  / 0,4 m = 34 Stück.
Dieser leere Sattelauflieger hat somit eine Aufnahmekapazität von 34 Europaletten.
Euro-Gitterboxen haben ein leichtes Übermaß von 1,24 m × 0,84 m, da es sich jedoch bei den zugrunde liegenden 2,40 m als Breite in der Formel um eine Mindestmaß handelt, wird diese Abweichung im Zentimeterbereich in der Praxis vernachlässigt.

### Stapelfaktor
Ist die zu verladende Ladeeinheit stapelbar, wird die oben genannte Formel um einen ganzzahligen Stapelfaktor erweitert:
Lademeter [m] = ( Länge [m] × Breite der Ware [m] ) / ( 2,4 m × Stapelfaktor )
Können z. B. jeweils zwei Paletten in einem Lkw übereinander gestapelt werden, lautet der Stapelfaktor 2. Bisweilen wird mit einer Angabe von 0 als Stapelfaktor ausgedrückt, dass die Ladeeinheit nicht mit einer Auflast versehen werden darf.
Bei der Berechnung der Stapelfähigkeit gilt die Bedingung:
Innenhöhe des Laderaums [m] - ( Höhe Ladeeinheit [m] × Stapelfaktor ) ≥ 0,05 m
Wird diese Bedingung nicht eingehalten, ist das tatsächliche Einstapeln z. B. auf eine Lkw-Ladefläche kaum möglich, ein Flurfördermittel würde mit der obersten Ladeeinheit beim Beladen an der Kontur des Laderaumes hängen bleiben.
Verfügt der oben genannten Sattelzug über einen Doppelstock-Ladebalken, der den Laderaum horizontal teilt, muss der Stapelfaktor um 0,05 m erhöht werden, da die Ladeeinheiten einzeln übereinander eingeladen werden.
Innenhöhe des Laderaums [m] - ( Höhe Ladeeinheit [m] × Stapelfaktor ) ≥ 0,10 m

### Packstücke
Paletten und andere Ladungsträger können mit unterschiedlich dimensionierten Packstücken zu einer Ladeeinheit zusammengefasst werden. Handelt es sich um homogene Packstücke oder ist die Anzahl pro Ladungsträger gleich, kann die Formel auf die zu ermittelnde Anzahl der Packstücke ausgerichtet werden.
Lademeter [m] = ( Länge [m] × Breite der Ware [m] / 2,4 m ) × mögliche Anzahl der Packstücke pro Ladeeinheit
bzw. mit Stapelfaktor:
Lademeter [m] = ( Länge [m] × Breite der Ware [m] ) / ( 2,4 m × Stapelfaktor ) × mögliche Anzahl der Packstücke pro Ladeeinheit

### Berechnung des Raumes
Ein Lademeter kann sich auch auf den Laderaum (in Kubikmeter berechnet) beziehen.
Laderaum [m³] = Länge [m] × Innenbreite [m] × Innenhöhe [m]
Die Innenbreite ist hierbei Standard, die Innenhöhe kann je nach originärem Verwendungszweck des Aufbaus differieren; ergibt im Normalfall den Wert
1 m × 2,4 m × 2,4 m = 5,76 m³
Ein derartig dimensionierter Laderaum kann also 5,76 Kubikmeter pro Längenmeter der Ladefläche aufnehmen.